# Amici Ahrarara
Amici ahrarara è un film del 2001, diretto da Franco Amurri con i Fichi d'India.

## Trama
Bruno e Max Melchiorri, due cugini squattrinati, hanno in comune la passione delle invenzioni, dalla quale non riescono a ricavare profitto, anche a causa dell'arrogante zio Giannangelo che non li ha mai voluti finanziare. Lo zio li ha sempre mal sopportati al punto da non inserirli nemmeno come beneficiari della sua eredità, nonostante sia stato colpito da un ictus e sembra che abbia poco tempo da vivere. In più i nipoti sono tecnici di laboratorio alle sue dipendenze nella sua fabbrica di cosmetici, da anni in attesa di una promozione e di un incarico maggiormente appagante.
Come ultima speranza, i due si riducono a travestirsi da donne, Max dall'avida parente Enrica, intenzionata a qualunque costo ad avvelenare astutamente lo zio per poterne riscuoterne l'eredità, Bruno ne approfitta per travestirsi da Zia Federica, morta nel 1973, che lo zio, dopo che il malore gli ha provocato alcuni acciacchi cerebrali, crede sia ancora in vita, per tentare di fargli modificare il testamento a loro favore a scapito dei viscidi parenti. Mentre il loro piano sta avendo successo, una ricaduta inaspettata provoca allo zio la perdita della memoria, ma che allo stesso tempo lo tramuta in una persona dal carattere premuroso. Dopo averlo fatto uscire di nascosto dall'ospedale travestiti da portantini, tentano così in ogni modo di portarlo in luoghi da lui frequentati in gioventù affinché gli torni la memoria. Più avanti si fermano in uno sfasciacarrozze per costruirsi con i rottami un'auto sulla quale fuggire, ma non funziona molto bene e si cacciano in un mucchio di guai. Dopo l'incidente nell'auto costruita, vanno a pernottare al casale di Giuseppe, sua moglie Italia e Maura, ma dopo la cena, verrà presentato loro il conto (essendo quello un agriturismo). Il giorno dopo si tiene a Montegallo il 350° palio, una corsa per maiali nella quale vince il maiale che taglia in prima posizione il traguardo dopo 3 giri.
Alla fine, vince il maiale numero 2 e quello di Giuseppe muore (spaventato dalla bruttezza di Bruno) dopo un colpo poco prima di tagliare il traguardo. Bruno e Max se ne vanno, mentre la polizia sospetta che si tratti di un sequestro e si mette quindi sulle loro tracce. Quando lo zio, in un parco divertimenti, riacquista la memoria e vuole tornare a casa, vanno in tribunale. Bruno e Max vengono assolti, mentre ad essere colpevole è la zia Enrica che aveva tramato alle spalle di Giannangelo. Allora lo zio decide di produrre in esclusiva le invenzioni dei due scapestrati nipoti. Dopo salgono in auto per fare un viaggio e i due, durante il viaggio, ricordano un flashback in cui erano in casa di Giannangelo a fare le pulizie, ed è successa l'ultima volta che lo zio ha perso la memoria, ma in un momento si scopre che ha riacquistato finalmente la memoria quando trova un cucciolo di cane sul tavolo. Si emoziona e lo chiama Fermo.